# Anarmodia repandalis
Anarmodia repandalis là một loài bướm đêm trong họ Crambidae.